# Epidendrum secundum
Epidendrum secundum Jacq., 1760, è una pianta della famiglia delle Orchidacee originaria dell'America.

## Descrizione
È un'orchidea di grandi dimensioni con comportamento sia terricolo (geofita), che litofita. E. secundum ha steli a forma di canna, di  colore rosso, eretti, ricoperti alla base da guaine fogliari tubolari e portanti numerose foglie amplessicauli, coriacee, di forma ovato-lanceolata, ad apice acuto.
La fioritura può avvenire in qualsiasi momento dell'anno, mediante un'infiorescenza terminale, racemosa, ombrelliforme, semplice oppure un po' ramificata, che si origina dall'apice dello stelo maturo ed è ricoperta densamente da molti fiori, nonché dalle brattee floreali. I fiori sono piccoli, non più di 1.5 centimetri di dimensioni, con petali e sepali lanceolati ad apice acuto, di colore variabile dal rosso al rosa e con labello imbutiforme trilobato con i margini dei lobi molto frastagliati.

## Distribuzione e habitat
La specie è originaria delle isole Antille (sia Sopravento che Sottovento), Trinidad e Tobago, Guyana e Venezuela.
Cresce terricola (geofita) oppure occasionalmente litofita da 600 a 3200 metri di quota.

## Sinonimi
Amphiglottis secunda (Jacq.) Salisb., 1812

Amphiglottis secunda (Jacq.) Britton, 1924

Epidendrum elongatum Jacq., 1791

Epidendrum lacerum Lindl., 1838

Epidendrum lindenii Lindl., 1845, nom. illeg.

Epidendrum brachyphyllum Lindl., 1853

Epidendrum fastigiatum Lindl., 1853

Epidendrum ansiferum Rchb.f. & Warsz., 1854

Epidendrum fimbria Rchb.f., 1854

Epidendrum gracilicaule Rchb.f. & Warsz., 1854

Epidendrum incisum Rchb.f. & Warsz., 1854, nom. illeg.

Epidendrum novogranatense Rchb.f. & Warsz., 1854

Epidendrum giroudianum Rchb.f., 1856

Epidendrum longihastatum Barb.Rodr., 1877

Epidendrum corymbosum var. latifolium Cogn., 1898

Epidendrum herzogii Schltr., 1913

Epidendrum sulfuratorium E.H.L.Krause, 1914

Epidendrum tricallosum Schltr., 1919

Epidendrum antioquiense Schltr., 1920

Epidendrum dolichopus Schltr., 1920

Epidendrum pachyphyllum Schltr., 1920

Epidendrum polyschistum Schltr., 1920

Epidendrum cuzcoense Schltr., 1921

Epidendrum tarmense Schltr., 1921

Amphiglottis lacera (Lindl.) Britton, 1924

Epidendrum versicolor Hoehne & Schltr., 1926

Epidendrum coroicoense Schltr., 1929

Epidendrum inconstans Ames ex Gleason, 1931

Epidendrum calanthum var. rubrum Stehlé, 1939

Epidendrum bulkeleyi A.D.Hawkes, 1957

Epidendrum crassifolium var. albescens Pabst, 1976

Epidendrum elongatum subsp. rubrum (Stehlé) Sastre, 1990

Epidendrum rubroticum Hágsater, 1993

Epidendrum secundum var. albescens (Pabst) F.Barros, 1996

Epidendrum secundum f. albescens (Pabst) F.Barros, 2002

## Coltivazione
Questa pianta necessita di molta luce (anche se non va esposta ai raggi diretti del sole) e di temperature calde, almeno durante la fioritura, successivamente è consigliabile raffreddare.